# Acanthopagrus oconnorae
Acanthopagrus oconnorae — вид окунеподібних риб родини спарових. Описаний у 2022 році.

## Назва
Вид oconnorae названо на честь ірландської ботанікині Вайнфрід Бредлі (уроджена О'Коннор), з нагоди її 90-річчя. Її син, іхтіолог Донал ДіСі Бредлі, вперше помітив кілька відмінних рис цієї риби в зразках, виловлених під час риболовлі, і він надав обрізок хвостового плавця для первинного генетичного аналізу.

## Поширення
Цей вид відомий із прилеглих до мангрових заростей піщаних площ і оточених мангровими заростями поблизу села Тувал (провінція Мекка, Саудівська Аравія) у центральній частині Червоного моря. Усі спіймані екземпляри були виловлені на піщаних шельфах з сильним мілководдям (максимальна глибина 1 м під час припливу) поблизу прибережних мангрових заростей (Avicennia marina).